# ダーフィト・ブラウンス
ダーフィト・アウグスト・ブラウンス（David August Brauns, 1827年8月1日 - 1893年12月1日）は、ドイツの地質学者。1879年にエドムント・ナウマンの後任のお雇い教師として、東京大学理学部地質学教室教授に招聘される。日本の新生代における貝化石研究の先駆者である。

## 経歴
1827年、北ドイツのブラウンシュヴァイク公国に生まれる。父親はコレギウム・カロリヌム（現ブラウンシュヴァイク工科大学）の建築学教授だった。1844年にゲッティンゲン大学医学部に入学、1848年にミュンヘン大学の医学博士号を取得し、以後開業医として働く。1854年から1856年にかけて、クリミア戦争に将校・軍医として従軍。復員後は鉄道技師に転身し地質学研究に没頭する。
1861年にはブラウンシュヴァイク南鉄道建設地の地質調査に従事、翌1862年に調査結果を『Palaeontographica』誌に発表。この論文発表以来、主にジュラ系の研究で実績をあげる。1873年、マールブルク大学の地質学博士号を取得。1874年からハレ大学で地質学・土壌学の講師となる。
1879年、東京大学理学部教授だったナウマンの任期満了に伴って、後任として同じドイツ人のブラウンスが日本国文部省より招聘を受ける。同年12月に来日、1880年1月から1881年12月にかけて東京大学で地質学・古生物学全般の講義を受け持つ。
日本滞在中、講義の傍ら各地を地質調査して回り、論文を執筆する。東京都北区王子の石神井川河岸で貝化石を採集、化石包含層を王子貝層と名づけた。音無さくら緑地にはブラウンスの調査した露頭の一つが保存されている。1883年には茨城県稲敷郡木原村（現美浦村）の利根川と霞ヶ浦の出会い付近から地元漁師が発見し、東京大学に保管されていたナウマンゾウの臼歯を記載した論文を発表した。その他にハシブトガラスやニホンオオカミなどの論文も書いた。蝦夷にも調査に出かけ、アイヌ文化についての論文も著した。
1882年にドイツに帰国しハレ大学講師に復職、1885年にはハレ大学正教授となった。1893年にガンデルスハイムにて66歳4か月で死去。